# Mistrzostwa Polski Juniorów w Lekkoatletyce 2010
64. Mistrzostwa Polski Juniorów w Lekkoatletyce 2010 – zawody lekkoatletyczne dla sportowców do lat 19, które odbywały się w Białymstoku, na stadionie Miejskiego Ośrodka Sportu i Rekreacji, od 26 do 28 czerwca. 
Podczas zawodów odbyło się oficjalne pożegnanie, kończącej karierę sportową, Krystyny Danilczyk-Zabawskiej.

## Rezultaty

### Mężczyźni
| Konkurencja:                  | 1. miejsce                                    | Rezultat | 2. miejsce                                 | Rezultat | 3. miejsce                                      | Rezultat |
| Bieg na 100 m                 | Grzegorz Zimniewicz UKS Achilles Leszno       | 10.38    | Artur Szczęśniak TS Olimpia Poznań         | 10.55    | Remigiusz Olszewski KS Gwardia Piła             | 10.58    |
| Bieg na 200 m                 | Mateusz Biegajło MKS Żak Biała Podlaska       | 21.07 PB | Remigiusz Olszewski KS Gwardia Piła        | 21.36    | Adam Pawłowski TS Olimpia Poznań                | 21.42    |
| Bieg na 400 m                 | Mateusz Fórmański ZLKL Zielona Góra           | 47.42    | Mateusz Zagórski MUKL Brodnica             | 48.19    | Radosław Cichoń MUKS Legnica                    | 48.45    |
| Bieg na 800 m                 | Jakub Gorzelańczyk MKS MOS Wrocław            | 1:52.65  | Damian Falkowski Zawisza Bydgoszcz         | 1:52.71  | Mariusz Zawadzki MUKL Brodnica                  | 1:52.85  |
| Bieg na 1500 m                | Damian Roszko KS Podlasie Białystok           | 3:48.68  | Bartosz Kowalczyk PLKS Gwda Piła           | 3:49.35  | Mateusz Stefaniec KS Agros Zamość               | 3:50.74  |
| Bieg na 5000 m                | Marek Kowalski SKLA Sopot                     | 15:06.28 | Dawid Żebrowski MKS-MOS Płomień Sosnowiec  | 15:14.73 | Filip Muszyński LUKS Burza Rogi                 | 15:19.91 |
| Bieg na 110 m przez płotki    | Michał Kula UKS-MOS Opole                     | 14.13    | Michał Korzeniecki UKS 19 Bojary Białystok | 14.27    | Rafał Wiszniewski UKS Kusy Warszawa             | 14.37    |
| Bieg na 400 m przez płotki    | Robert Bryliński Gwardia Piła                 | 52.48    | Jacek Śledź Wda Świecie                    | 53.12    | Przemysław Chmielewski SL WKS Zawisza Bydgoszcz | 53.34    |
| Bieg na 3000 m z przeszkodami | Dawid Żebrowski MKS MOS Płomień Sosnowiec     | 9:06.82  | Jacek Żądło Stal Mielec                    | 9:12.40  | Bartosz Gorczyca Technik Trzcinica              | 9:27.44  |
| Chód                          | Mieczysław Romanowski Polonia Warszawa        | 45:10.84 | Jakuba Stala Stal Mielec                   | 45:13.88 | Jakub Herba MUKLA Dębica Korzeniowski.pl        | 45:20.92 |
| Sztafeta 4 × 100 m            | Osa Zgorzelec                                 | 41.58    | Podlasie Białystok                         | 41.88    | Olimpia Poznań                                  | 42.00    |
| Sztafeta 4 × 400 m            | ZLKL Zielona Góra                             | 3:17.16  | SL WKS Zawisza Bydgoszcz                   | 3:17.65  | MUKL Brodnica                                   | 3:18.32  |
| Skok wzwyż                    | Jarosław Rutkowski WLKS Siedlce - Iganie Nowe | 2.16 =PB | Piotr Milewski Podlasie Białystok          | 2.08     | Piotr Michalak UKL Ósemka Police                | 2.04     |
| Skok o tyczce                 | Robert Sobera MKS-MOS Wrocław                 | 5.15     | Piotr Lisek Olimpia Poznań                 | 4.70     | Mateusz Kozłowski AZS-AWFiS Gdańsk              | 4.60     |
| Skok w dal                    | Łukasz Masłowski SL WKS Zawisza Bydgoszcz     | 7.53     | Kamil Tyma BKS Bydgoszcz                   | 7.50     | Tomasz Jaszczuk Pogoń Siedlce                   | 7.48     |
| Trójskok                      | Jakub Daroszewski BKS Bydgoszcz               | 15.82    | Maksym Sypniewski OKLA StoraEnso Ostrołęka | 15.62w   | Łukasz Wróbel BKS Bydgoszcz                     | 15.41    |
| Pchnięcie kulą                | Jakub Szyszkowski MKS-MOS Wrocław             | 19.53 PB | Jacek Wiśniewski AZS-AWF Biała Podlaska    | 18.77    | Paweł Regin Gwardia Szczytno                    | 18.62    |
| Rzut dyskiem                  | Michał Mikulicz MKL Szczecin                  | 58.79 PB | Jacek Wiśniewski AZS-AWF Biała Podlaska    | 58.78    | Jakub Szyszkowski MKS-MOS Wrocław               | 50.33    |
| Rzut młotem                   | Bartłomiej Krupa MUKS Kadet Rawicz            | 71.19    | Marcin Pastuszko AZS-AWF Warszawa          | 66.96    | Maciej Dreger BKS Bydgoszcz                     | 64.30    |
| Rzut oszczepem                | Marcin Krukowski Warszawianka                 | 66.05    | Norbert Piwoński Sztorm Kołobrzeg          | 65.83    | Krzysztof Szalecki Podlasie Białystok           | 65.77    |

### Kobiety
| Konkurencja:                  | 1. miejsce                                   | Rezultat | 2. miejsce                                    | Rezultat | 3. miejsce                                 | Rezultat |
| Bieg na 100 m                 | Martyna Opoń AZS Poznań                      | 12.05    | Ayla Kisiel Bałtyk Koszalin                   | 12.16    | Ewelina Popowska Podlasie Białystok        | 12.18    |
| Bieg na 200 m                 | Martyna Opoń AZS Poznań                      | 24.48    | Anna Karpowicz MKS-MOS Wrocław                | 25.03    | Magdalena Gorzkowska MKS-MOSM Bytom        | 25.07    |
| Bieg na 400 m                 | Magdalena Gorzkowska MKS MOSM Bytom          | 54.80    | Małgorzata Hołub Bałtyk Koszalin              | 54.98    | Justyna Święty Victoria Racibórz           | 55.62    |
| Bieg na 800 m                 | Joanna Jóźwik Victoria Stalowa Wola          | 2:05.99  | Izabela Dziedziech Hańcza Suwałki             | 2:08.44  | Sandra Czerwińska SL WKS Zawisza Bydgoszcz | 2:08.93  |
| Bieg na 1500 m                | Patrycja Prudaczuk MKS Żak Biała Podlaska    | 4:36.13  | Sandra Czerwińska SL WKS Zawisza Bydgoszcz    | 4:36.66  | Monika Hałasa UKS 14 Zabrze                | 4:39.01  |
| Bieg na 3000 m                | Aleksandra Gierat GLKS Świdnica              | 9:46.36  | Paula Kopciewska Podlasie Białystok           | 9:47.49  | Angelika Mach Znicz Biłgoraj               | 9:56.25  |
| Bieg na 5000 m                | Paula Kopciewska Podlasie Białystok          | 17:17.33 | Angelika Mach LKS Znicz Biłgoraj              | 17:34.31 | Marta Pachota MKS-MOS Płomień Sosnowiec    | 17:37.72 |
| Bieg na 100 m przez płotki    | Urszula Bhebhe AZS-AWF Warszawa              | 14.30    | Paulina Rześniowiecka UKS-MOS Opole           | 14.37    | Marta Furmańska UKS-MOS Opole              | 14.47    |
| Bieg na 400 m przez płotki    | Joanna Banach Kusy Warszawa                  | 61.36    | Anna Pacholska Olimp Kozienice                | 61.37    | Paulina Poszytek SL WKS Zawisza Bydgoszcz  | 62.90    |
| Bieg na 2000 m z przeszkodami | Justyna Jendro LUKS Podium Kup               | 6:53.71  | Paulina Furmańska Lubusz Słubice              | 6:54.41  | Monika Kamińska Gwda Piła                  | 7:11.92  |
| Chód                          | Magdalena Jasińska Gwda Piła                 | 51:40.62 | Katarzyna Korzeniowska MKL Szczecin           | 52:04.29 | Natalia Płomińska UKS 12 Kalisz            | 52:31.14 |
| Sztafeta 4 × 100 m            | UKS Bojany Białystok                         | 48.16    | MKS MOS Wrocław                               | 48.20    | Kusy Warszawa                              | 48.42    |
| Sztafeta 4 × 400 m            | KKS Victoria Stalowa Wola                    | 3:51.62  | OKS Start Otwock                              | 3:52.36  | UKS Kusy Warszawa                          | 3:54.75  |
| Skok wzwyż                    | Sonia Małek CWKS Resovia Rzeszów             | 1.75     | Michalina Kwaśniewska ZLKL Zielona Góra       | 1.75     | Gabriela Szkolnicka MKS Osa Zgorzelec      | 1.75     |
| Skok o tyczce                 | Natalia Krupińska Olimp Mazańcowice          | 3.90     | Aleksandra Wiśnik Start Łódź                  | 3.80     | Martyna Cyganek MKS Ustroń                 | 3.80     |
| Skok w dal                    | Agnieszka Borowska Zantyr Sztum              | 6.17     | Julia Prochowska Gwardia Piła                 | 6.11     | Ewa Rosiak Stal Ostrów Wlkp.               | 6.04     |
| Trójskok                      | Weronika Gaudyn WKS Wawel Kraków             | 12.91    | Justyna Giełbaga MUKLA Dębica Korzeniowski.pl | 12.26w   | Marta Dittmer Gwda Piła                    | 12.12    |
| Pchnięcie kulą                | Paulina Guba OKS Start Otwock                | 15.70 PB | Magdalena Żebrowska Narew Kurpiewski Łomża    | 15.29    | Martyna Losa LKS Orkan Wlkp. Poznań        | 13.69    |
| Rzut dyskiem                  | Izabela Ogórek MKS Tomaszów Mazowiecki       | 47.92    | Małgorzata Raciborska Podlasie Białystok      | 47.29    | Andżelika Przybylska KKL Rodło Kwidzyn     | 46.17    |
| Rzut młotem                   | Agata Jelonkiewicz MKS MOS Płomień Sosnowiec | 55.13    | Dagmara Stala MKS MOS Płomień Sosnowiec       | 55.12    | Olga Łaszkowska AZS AWF Warszawa           | 52.60    |
| Rzut oszczepem                | Marta Kąkol GKS Luzino                       | 51.11    | Karolina Mor Hańcza Suwałki                   | 50.69    | Żaneta Lenczewska Prefbet Śniadowo Łomża   | 43.95    |